# Modulus cerodes
Modulus cerodes är en snäckart som först beskrevs av Arthur Adams 1851.  Modulus cerodes ingår i släktet Modulus och familjen Modulidae. Inga underarter finns listade i Catalogue of Life.